# TVP HD
TVP HD è un canale televisivo polacco appartenente alla TVP. È nato nel 2008. Trasmette contenuti generalistici con il formato di 16:9.